# Великая Замятня
Великая Замя́тня (от древнерусского слова замѧтьнѧ, однокоренного слову мятеж: волнение, замешательство, смута) — период с 1359 по 1380 год в истории Золотой Орды, когда власть неоднократно переходила из рук в руки насильственным образом. Характеризуется острой борьбой за власть, приведшей к кровопролитиям и драматическим переменам в жизни государства. Всего в ходе Замятни на ханском престоле сменился 21 хан. Великая Замятня стала переломным периодом истории Золотой Орды, отмеченным резкими негативными переменами.

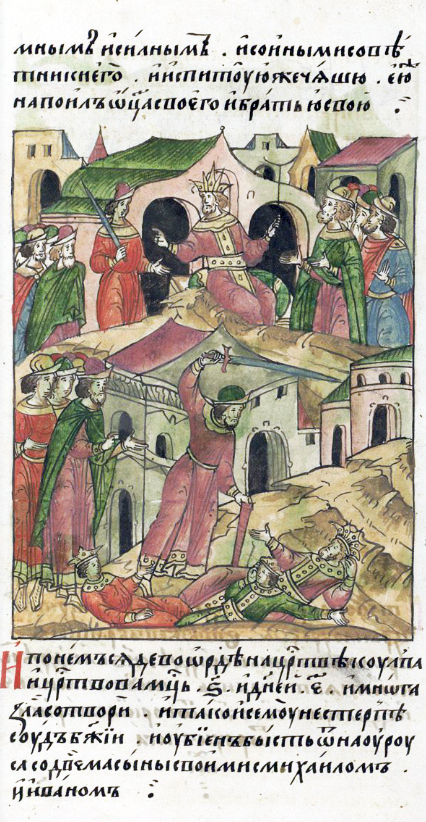
Науруз убивает Кульпу. Миниатюра из Лицевого летописного свода

## Предыстория
В 1359 году был убит хан Бердибек в ходе переворота. Ханом стал Кульпа. Последний объявил себя сыном Джанибека. Правление Кульпы началось с убийств верных эмиров. Остальным объявил войну. После убийства Бердибека Мамай объявил войну Кульпе. Эти события начали смуту в Орде.

## Хронология
В 1359 году во время переворота хан Бердибек был убит его братом Кульпой (возможно самозванец). Кульпа по религии был христианином. Его же сыновья носили славянские имена, а именно: Михаил и Иван. Мусульманскому населению Орды это не понравилось. В следующем году Навруз убил Кульпу и его сыновей.
Вскоре русские князья, узнав о смерти Бердибека, отправились в Орду, чтобы получить патенты от его наследника. К тому времени Кульпа уже был убит и ханская власть перешла Наврузу. Навруз присвоил титул Великого князя Владимирского не московскому князю Дмитрию Донскому, а Дмитрию Суздальскому. Однако хан Навруз правил недолго, и уже в следующем году был свергнут и убит.
В 1361 году Мюрид-хан победил Мамая, выбив его из столицы. Осенью 1364 года был свергнут и также убит.
В 1362 году Орда была раздроблена на несколько коалиций. Кильдибек правил в Сарае, Булат-Темир в Волжской Булгарии. Великое Княжество Литовское, не теряя времени, напало на западных данников Золотой Орды, присвоив Киев и Подолье после битвы на Синих Водах.
Мамай и Абдуллах предприняли попытку занять город Сарай-Бату. Но к тому моменту там правили Мурад и Азиз-шейх. Уже через несколько лет умрет Абдула хан (возм. убит Мамаем), из-за чего Мамаю придётся возвести на престол Мухаммада Булака.
В 1372 году Урус-хану удается занять Сарай-Бату и стать новым ханом. Племянник, Тохтамыш, бежал к Тамерлану, где получил поддержку. За Тохтамышем последовал и Едигей, также бежав к Тамерлану, где также получил поддержку.
Черкес, который контролировал Хаджи-Тархан, находился во враждебных отношениях с Урус-ханом и Каганбеком. Вступив в конфликт с Мамаем, пошёл на него войной и захватил Сарай-Бату, став очередным ханом.
В 1380 году Мамай совершил поход на Русь, с целью покорить её. Русские княжества, собрав рати, выступили против него. В сражении на Куликовом поле Мамай потерпел поражение и бежал, но, быстро восстановив силы, направился против Тохтамыша. В октябре или же в ноябре оба войска встретились на Калке. Должна была произойти битва, но случилось непредвиденное для Мамая: почти всё его войско перешло на сторону Тохтамыша, и столкновения не произошло.

## Участие Русских княжеств
Положение Русских княжеств было осложнено с связи с данными событиями. Во время Замятни русским не раз приходилось отражать ордынские походы, которые могли закончиться неудачно для Руси:
- В 1361 году Секиз-бей отвоевал у Нижегородского княжества владения в Мордовских землях. По итогу военных действий был создан улус Секиз-бея в Запьянье.
- В 1367 году русские князья совершили поход на Булгар. В том же году произошла Битва на реке Пьяне, в которой русские князья одержали победу над Булат-Тимуром.
- В 1370 году в ответ на присоединение приграничных владений орды ордынские войска разграбили рязанские владения.
- В 1377 году произошла неудачная для русских битва на реке Пьяне. 5 августа того же года ордынцы захватили Нижний Новгород.
- В 1377 году Араб-Шах разорил Нижегородские волости в Засурье.
- В 1380 году Мамай начал поход на Русь с намерением усмирить чрезмерно усилившуюся Москву и заменить её на Тверь в качестве главного сборщика дани для Золотой Орды, но потерпел поражение в Куликовской битве и бежал в Кафу, где впоследствии был убит.

## Последствия
Разгром Мамая, в том числе по мнению А.А.Горского(''Москва и Орда"), в Куликовской битве был на руку Тохтамышу. Мамай был побеждён и убит. В итоге Тохтамыш стал законным и единым правителем Золотой Орды. Золотая Орда вновь стала сильной.
В 1382 году Тохтамыш осуществил карательный поход на Москву, разграбив её и восстановив выплату дани.

## Правители
Список ханов, сменившихся в течение Замятни:
1. Кульпа
2. Науруз-хан
3. Хизр-хан
4. Тимур-Ходжа-хан
5. Ордумелик
6. Кильдибек
7. Мурад-хан
8. Мир Пулад
9. Азиз-шейх
10. Абдуллах-хан
11. Хасан-хан
12. Абдуллах-хан
13. Мухаммед Булак-хан
14. Урус-хан
15. Черкес-хан
16. Мухаммед Булак-хан
17. Урус-хан
18. Мухаммед Булак-хан
19. Каганбек
20. Арабшах
21. Тохтамыш